# Hot Space Tour
A Hot Space Tour foi uma turnê de shows da banda britânica de rock Queen, que ocorreu entre os meses de abril e novembro de 1982, em divulgação do álbum Hot Space. Foi a última turnê da banda tendo shows na América do Norte. Os músicos Morgan Fisher e Fred Mandel tocaram teclado como músicos convidados.
Em 2004, o registro de uma das apresentações da turnê foi lançado, o álbum Queen on Fire - Live at the Bowl, o qual foi filmado durante o show no Milton Keynes Super Bowl, em Londres. Também foram filmados outros shows no Japão e Áustria que foram inclusos no DVD como extras.

## Lista de canções
Diferente de outras turnês, em que banda normalmente precisava apenas de poucas noites para ficar confortável com a lista, demoraria mais de um mês durante o inicio da turnê. Todos os shows em Abril foram únicos uma vez que a banda atravessava um período experimental, antes de encontrar a lista ideal em Maio. Durante o ano, era raro ver a mesma lista em mais de dois shows, em particular na fase europeia onde apenas dois shows tiveram a mesma lista de canções, e na fase japonesa em que cada show teve a sua própria lista individual de canções. A banda continuaria a experimentar durante o ano.
A fase europeia teve uma nova abertura com uma gravação de "Flash" a ser ouvida nos altifalantes aproximadamente durante um minuto, depois do qual a banda apareceria passando perfeitamente para uma versão energética de "The Hero". Normalmente o show continuaria com "Tie Your Mother Down", "We Will Rock You (Fast)" ou "Sheer Heart Attack" dependendo da noite.
Para a fase norte americana a abertura foi modifica para a gravação de "Flash" tocando nos alto-falantes antes que a música se acalmasse e a banda começaria a tocar a introdução lenta de "Rock It (Prime Jive)". Em Julho e Agosto, a banda tocava a versão completa de Rock It (Prime Jive) seguido de uma versão curta de "We Will Rock You (Fast)", enquanto que em Setembro tocavam apenas a introdução de Rock It (Prime Jive), tocando de seguida a versão completa de "We Will Rock You (Fast)".
Já a fase Japonesa veria a banda alternar entre "The Flash/The Hero/We Will Rock You (Fast)" e "The Flash/Rock It (Prime Jive)/We Will Rock You (Fast) para abrir cada show.
A versão rápida de "We Will Rock You", que foi apresentada em quase todos os shows desde Novembro de 1977 até ao final de 1981, não foi tocada na maioria dos shows de Abril, estando em rotação nos shows de Maio, fazendo um retorno permanente em Junho. Tie Your Mother Down foi tocada no inicio da maioria dos shows de Abril, voltando para o final dos shows em Maio, onde normalmente ficava em todos os shows desde Novembro de 1977 até ao final 1981. Sheer Heart Attack, que desde a sua estreia em Novembro 1977 era tocada como um bis na maioria dos shows, também foi tocada no inicio de alguns shows em Maio, sendo eventualmente retirada completamente dos shows depois de Junho.
Muitas canções do álbum Hot Space foram tocadas nesta turnê, com "Action This Day" e "Under Pressure" sendo tocadas em todos os shows. Uma vez que o álbum foi lançado a 21 de Maio, os fãs dos primeiros shows ainda não estavam familiarizados com as canções "Staying Power", "Back Chat" e "Action This Day". "Body Language" foi introduzida no show em Maio sendo tocada poucas vezes, eventualmente passando a fazer parte da lista em definitivo em Julho, com "Calling All Girls" também sendo introduzida em Julho. "Life Is Real (Song For Lennon)" só foi tocada em alguns shows em Agosto, e "Put Out The Fire" foi introduzida em Setembro. "Dancer", "Las Palabras de Amor (The Words of Love)" e "Cool Cat" nunca foram tocadas ao vivo (exceção para "Las Palabras de Amor (The Words of Love)" cuja introdução foi tocada antes de "Love of My Life" no show em Milton Keynes, Inglaterra).
| Estocolmo, Suécia 1. "Flash's Theme" 2. "The Hero" 3. "Tie Your Mother Down" 4. "Action This Day" 5. "Play The Game" 6. "Somebody To Love" 7. "Staying Power" 8. "Get Down, Make Love" 9. "Fat Bottomed Girls" 10. "Love Of My Life" 11. "Save Me" 12. "Keyboard/Guitar Solo" 13. "Liar" 14. "Crazy Little Thing Called Love" 15. "Bohemian Rhapsody" 16. "Under Pressure" 17. "Now I'm Here" 18. "Dragon Attack" 19. "Now I'm Here (Reprise)" 20. "Another One Bites The Dust" 21. "Sheer Heart Attack" 22. "We Will Rock You" 23. "We Are The Champions" 24. "God Save The Queen" Drammen, Noruega 1. "Flash's Theme" 2. "The Hero" 3. "Tie Your Mother Down" 4. "Action This Day" 5. "Play The Game" 6. "Somebody To Love" 7. "Staying Power" 8. "Get Down, Make Love" 9. "Now I'm Here" 10. "Dragon Attack" 11. "Guitar Solo" 12. "Now I'm Here (Reprise)" 13. "Under Pressure" 14. "Love Of My Life" 15. "Save Me" 16. "Fat Bottomed Girls" 17. "Crazy Little Thing Called Love" 18. "Bohemian Rhapsody" 19. "Liar" Encore 20. "Another One Bites The Dust" 21. "Sheer Heart Attack" 22. "We Will Rock You" 23. "We Are The Champions" 24. "God Save The Queen" Zurique, Suiça (Primeira Noite) 1. "Flash's Theme" 2. "The Hero" 3. "Tie Your Mother Down" 4. "Action This Day" 5. "Play The Game" 6. "Somebody To Love" 7. "Staying Power" 8. "Get Down, Make Love" 9. "Liar" 10. "Under Pressure" 11. "Love Of My Life" 12. "Save Me" 13. "Fat Bottomed Girls" 14. "Crazy Little Thing Called Love" 15. "Bohemian Rhapsody" 16. "Now I'm Here" 17. "Dragon Attack" 18. "Now I'm Here (Reprise)" 19. "Another One Bites The Dust" 20. "Sheer Heart Attack" 21. "We Will Rock You" 22. "We Are The Champions" 23. "God Save The Queen" Zurique, Suiça (Segunda Noite) 1. "Flash's Theme" 2. "The Hero" 3. "Tie Your Mother Down" 4. "Action This Day" 5. "Play The Game" 6. "Staying Power" 7. "Get Down, Make Love" 8. "Back Chat" 9. "Under Pressure" 10. "Love Of My Life" 11. "Save Me" 12. "Fat Bottomed Girls" 13. "Crazy Little Thing Called Love" 14. "Bohemian Rhapsody" 15. "Now I'm Here" 16. "Dragon Attack" 17. "Now I'm Here (Reprise)" 18. "Another One Bites The Dust" 19. "Sheer Heart Attack" 20. "We Will Rock You" 21. "We Are The Champions" 22. "God Save The Queen" Paris, França (Primeira Noite) 1. "Flash's Theme" 2. "The Hero" 3. "Tie Your Mother Down" 4. "Action This Day" 5. "Play The Game" 6. "Staying Power" 7. "Somebody To Love" 8. "Get Down, Make Love" 9. "Under Pressure" 10. "Love Of My Life" 11. "Save Me" 12. "Back Chat" 13. "Fat Bottomed Girls" 14. "Crazy Little Thing Called Love" 15. "Bohemian Rhapsody" 16. "Now I'm Here" 17. "Dragon Attack" 18. "Now I'm Here (Reprise)" 19. "Another One Bites The Dust" 20. "Sheer Heart Attack" 21. "We Will Rock You" 22. "We Are The Champions" 23. "God Save The Queen" Lyon, França / Bruxélas, Bélgica (Primeira Noite) 1. "Flash's Theme" 2. "The Hero" 3. "Tie Your Mother Down" 4. "Action This Day" 5. "Play The Game" 6. "Staying Power" 7. "Somebody To Love" 8. "Get Down, Make Love" 9. "Guitar Solo" 10. "Under Pressure" 11. "Love Of My Life" 12. "Save Me" 13. "Fat Bottomed Girls" 14. "Crazy Little Thing Called Love" 15. "Bohemian Rhapsody" 16. "Now I'm Here" 17. "Dragon Attack" 18. "Now I'm Here (Reprise)" 19. "Another One Bites The Dust" 20. "Sheer Heart Attack" 21. "We Will Rock You" 22. "We Are The Champions" 23. "God Save The Queen" Bruxélas, Bélgica (Primeira Noite) 1. "Flash's Theme" 2. "The Hero" 3. "We Will Rock You (Fast)" 4. "Action This Day" 5. "Play The Game" 6. "Staying Power" 7. "Get Down, Make Love" 8. "Guitar Solo" 9. "Under Pressure" 10. "Liar" 11. "Love Of My Life" 12. "Save Me" 13. "Fat Bottomed Girls" 14. "Crazy Little Thing Called Love" 15. "Bohemian Rhapsody" 16. "Now I'm Here" 17. "Dragon Attack" 18. "Now I'm Here (Reprise)" 19. "Tie Your Mother Down" 20. "Another One Bites The Dust" 21. "Sheer Heart Attack" 22. "We Will Rock You" 23. "We Are The Champions" 24. "God Save The Queen" Leiden, Holanda (Primeira Noite) 1. "Flash's Theme" 2. "The Hero" 3. "Tie Your Mother Down" 4. "Action This Day" 5. "Play The Game" 6. "Staying Power" 7. "Liar" 8. "Love Of My Life" 9. "Save Me" 10. "Get Down, Make Love" 11. "Guitar Solo" 12. "Under Pressure" 13. "Fat Bottomed Girls" 14. "Crazy Little Thing Called Love" 15. "Bohemian Rhapsody" 16. "Now I'm Here" 17. "Dragon Attack" 18. "Now I'm Here (Reprise)" Encore 19. "Another One Bites The Dust" 20. "Sheer Heart Attack" Encore 21. "We Will Rock You" 22. "We Are The Champions" 23. "God Save The Queen" Leiden, Holanda (Segunda Noite) 1. "Flash's Theme" 2. "The Hero" 3. "Tie Your Mother Down" 4. "Action This Day" 5. "Play The Game" 6. "Back Chat" 7. "Somebody To Love" 8. "Love Of My Life" 9. "Save Me" 10. "Get Down, Make Love" 11. "Guitar Solo" 12. "Under Pressure" 13. "Fat Bottomed Girls" 14. "Crazy Little Thing Called Love" 15. "Bohemian Rhapsody" 16. "Now I'm Here" 17. "Dragon Attack" 18. "Now I'm Here (Reprise)" Encore 19. "Another One Bites The Dust" 20. "Sheer Heart Attack" Encore 21. "We Will Rock You" 22. "We Are The Champions" 23. "God Save The Queen" Frankfurt, Alemanha 1. "Flash's Theme" 2. "The Hero" 3. "Tie Your Mother Down" 4. "Action This Day" 5. "Play The Game" 6. "Staying Power" 7. "Somebody To Love" 8. "Liar" 9. "Love Of My Life" 10. "Save Me" 11. "Get Down, Make Love" 12. "Guitar Solo" 13. "Under Pressure" 14. "Fat Bottomed Girls" 15. "Crazy Little Thing Called Love" 16. "Bohemian Rhapsody" 17. "Now I'm Here" 18. "Dragon Attack" 19. "Now I'm Here (Reprise)" Encore 20. "Another One Bites The Dust" 21. "Sheer Heart Attack" Encore 22. "We Will Rock You" 23. "We Are The Champions" 24. "God Save The Queen" Dortmund, Alemanha 1. "Flash's Theme" 2. "The Hero" 3. "Tie Your Mother Down" 4. "Action This Day" 5. "Play The Game" 6. "Staying Power" 7. "Somebody To Love" 8. "Love Of My Life" 9. "Save Me" 10. "Get Down, Make Love" 11. "Guitar Solo" 12. "Under Pressure" 13. "Fat Bottomed Girls" 14. "Crazy Little Thing Called Love" 15. "Bohemian Rhapsody" 16. "Now I'm Here" 17. "Dragon Attack" 18. "Now I'm Here (Reprise)" Encore 19. "Another One Bites The Dust" 20. "Sheer Heart Attack" Encore 21. "We Will Rock You" 22. "We Are The Champions" 23. "God Save The Queen" | Paris, França (Segunda Noite) / Colónia, Alemanha (Primeira Noite) 1. "Flash's Theme" 2. "The Hero" 3. "Tie Your Mother Down" 4. "Action This Day" 5. "Play The Game" 6. "Staying Power" 7. "Somebody To Love" 8. "Love Of My Life" 9. "Save Me" 10. "Get Down, Make Love" 11. "Guitar Solo" 12. "Under Pressure" 13. "Fat Bottomed Girls" 14. "Crazy Little Thing Called Love" 15. "Bohemian Rhapsody" 16. "Now I'm Here" 17. "Dragon Attack" 18. "Now I'm Here (Reprise)" Encore 19. "Another One Bites The Dust" Encore 20. "We Will Rock You" 21. "We Are The Champions" 22. "God Save The Queen" Colónia, Alemanha (Segunda Noite) 1. "Flash's Theme" 2. "The Hero" 3. "Sheer Heart Attack" 4. "Action This Day" 5. "Play The Game" 6. "Back Chat" 7. "Somebody To Love" 8. "Now I'm Here" 9. "Dragon Attack" 10. "Now I'm Here (Reprise)" 11. "Love Of My Life" 12. "Save Me" 13. "Get Down, Make Love" 14. "Guitar Solo" 15. "Under Pressure" 16. "Fat Bottomed Girls" 17. "Crazy Little Thing Called Love" 18. "Bohemian Rhapsody" 19. "Tie Your Mother Down" Encore 20. "Another One Bites The Dust" Encore 21. "We Will Rock You" 22. "We Are The Champions" 23. "God Save The Queen" Würzburg, Alemanha 1. "Flash's Theme" 2. "The Hero" 3. "We Will Rock You (Fast)" 4. "Action This Day" 5. "Play The Game" 6. "Back Chat" 7. "Somebody To Love" 8. "Now I'm Here" 9. "Dragon Attack" 10. "Now I'm Here (Reprise)" 11. "Love Of My Life" 12. "Save Me" 13. "Get Down, Make Love" 14. "Guitar Solo" 15. "Under Pressure" 16. "Fat Bottomed Girls" 17. "Crazy Little Thing Called Love" 18. "Bohemian Rhapsody" 19. "Tie Your Mother Down" Encore 20. "Another One Bites The Dust" Encore 21. "We Will Rock You" 22. "We Are The Champions" 23. "God Save The Queen" Vienna, Austria (Primeira Noite) / Edimburgo, Escócia (Primeira Noite) 1. "Flash's Theme" 2. "The Hero" 3. "We Will Rock You (Fast)" 4. "Action This Day" 5. "Play The Game" 6. "Staying Power" 7. "Somebody To Love" 8. "Now I'm Here" 9. "Dragon Attack" 10. "Now I'm Here (Reprise)" 11. "Love Of My Life" 12. "Save Me" 13. "Back Chat" 14. "Get Down, Make Love" 15. "Guitar Solo" 16. "Under Pressure" 17. "Fat Bottomed Girls" 18. "Crazy Little Thing Called Love" 19. "Bohemian Rhapsody" 20. "Tie Your Mother Down" Encore 21. "Another One Bites The Dust" Encore 22. "We Will Rock You" 23. "We Are The Champions" 24. "God Save The Queen" Vienna, Áustria (Segunda Noite) 1. "Flash's Theme" 2. "The Hero" 3. "Action This Day" 4. "Play The Game" 5. "Staying Power" 6. "Somebody To Love" 7. "Now I'm Here" 8. "Dragon Attack" 9. "Now I'm Here (Reprise)" 10. "Love Of My Life" 11. "Save Me" 12. "Body Language" 13. "Get Down, Make Love" 14. "Guitar Solo" 15. "Under Pressure" 16. "Fat Bottomed Girls" 17. "Crazy Little Thing Called Love" 18. "Bohemian Rhapsody" 19. "Tie Your Mother Down" Encore 20. "Another One Bites The Dust" 21. "Sheer Heart Attack" Encore 22. "We Will Rock You" 23. "We Are The Champions" 24. "God Save The Queen" Berlim, Alemanha 1. "Flash's Theme" 2. "The Hero" 3. "We Will Rock You (Fast)" 4. "Action This Day" 5. "Play The Game" 6. "Staying Power" 7. "Somebody To Love" 8. "Now I'm Here" 9. "Dragon Attack" 10. "Now I'm Here (Reprise)" 11. "Love Of My Life" 12. "Save Me" 13. "Get Down, Make Love" 14. "Guitar Solo" 15. "Under Pressure" 16. "Body Language" 17. "Back Chat" 18. "Fat Bottomed Girls" 19. "Crazy Little Thing Called Love" 20. "Bohemian Rhapsody" 21. "Tie Your Mother Down" Encore 22. "Another One Bites The Dust" Encore 23. "We Will Rock You" 24. "We Are The Champions" 25. "God Save The Queen" Hamburgo, Alemanha 1. "Flash's Theme" 2. "The Hero" 3. "We Will Rock You (Fast)" 4. "Action This Day" 5. "Play The Game" 6. "Staying Power" 7. "Somebody To Love" 8. "Now I'm Here" 9. "Dragon Attack" 10. "Now I'm Here (Reprise)" 11. "Love Of My Life" 12. "Save Me" 13. "Get Down, Make Love" 14. "Guitar Solo" 15. "Under Pressure" 16. "Fat Bottomed Girls" 17. "Crazy Little Thing Called Love" 18. "Bohemian Rhapsody" 19. "Tie Your Mother Down" Encore 20. "Another One Bites The Dust" Encore 21. "We Will Rock You" 22. "We Are The Champions" 23. "God Save The Queen" Kassel, Alemanha / Munique, Alemanha 1. "Flash's Theme" 2. "The Hero" 3. "Sheer Heart Attack" 4. "Action This Day" 5. "Play The Game" 6. "Staying Power" 7. "Somebody To Love" 8. "Now I'm Here" 9. "Dragon Attack" 10. "Now I'm Here (Reprise)" 11. "Love Of My Life" 12. "Save Me" 13. "Get Down, Make Love" 14. "Guitar Solo" 15. "Under Pressure" 16. "Fat Bottomed Girls" 17. "Crazy Little Thing Called Love" 18. "Bohemian Rhapsody" 19. "Tie Your Mother Down" Encore 20. "Another One Bites The Dust" Encore 21. "We Will Rock You" 22. "We Are The Champions" 23. "God Save The Queen" Leeds, Inglaterra / Milton Keynes, Inglaterra 1. "Flash's Theme" 2. "The Hero" 3. "We Will Rock You (Fast)" 4. "Action This Day" 5. "Play The Game" 6. "Staying Power" 7. "Somebody To Love" 8. "Now I'm Here" 9. "Dragon Attack" 10. "Now I'm Here (Reprise)" 11. "Love Of My Life" 12. "Save Me" 13. "Back Chat" 14. "Get Down, Make Love" 15. "Guitar Solo" 16. "Under Pressure" 17. "Fat Bottomed Girls" 18. "Crazy Little Thing Called Love" 19. "Bohemian Rhapsody" 20. "Tie Your Mother Down" Encore 21. "Another One Bites The Dust" 22. "Sheer Heart Attack" Encore 23. "We Will Rock You" 24. "We Are The Champions" 25. "God Save The Queen" Edinburgo, Escócia (Segunda Noite) 1. "Flash's Theme" 2. "The Hero" 3. "We Will Rock You (Fast)" 4. "Action This Day" 5. "Play The Game" 6. "Staying Power" 7. "Somebody To Love" 8. "Now I'm Here" 9. "Dragon Attack" 10. "Now I'm Here (Reprise)" 11. "Love Of My Life" 12. "Save Me" 13. "Get Down, Make Love" 14. "Guitar Solo" 15. "Under Pressure" 16. "Fat Bottomed Girls" 17. "Crazy Little Thing Called Love" 18. "Bohemian Rhapsody" 19. "Tie Your Mother Down" Encore 20. "Another One Bites The Dust" 21. "Sheer Heart Attack" Encore 22. "We Will Rock You" 23. "We Are The Champions" 24. "God Save The Queen" |

| Montreal, Canadá 1. "Flash's Theme" 2. "Rock It" 3. "We Will Rock You (Fast)" 4. "Action This Day" 5. "Play The Game" 6. "Staying Power" 7. "Now I'm Here" 8. "Dragon Attack" 9. "Now I'm Here (Reprise)" 10. "Save Me" 11. "Calling All Girls" 12. "Back Chat" 13. "Get Down, Make Love" 14. "Guitar Solo" 15. "Under Pressure" 16. "Fat Bottomed Girls" 17. "Crazy Little Thing Called Love" 18. "Bohemian Rhapsody" 19. "Tie Your Mother Down" Encore 20. "Body Language" 21. "Another One Bites The Dust" Encore 22. "We Will Rock You" 23. "We Are The Champions" 24. "God Save The Queen" Boston, EUA 1. "'Queen Day' Introduction" 2. "Rock It" 3. "We Will Rock You (Fast)" 4. "Action This Day" 5. "Play The Game" 6. "Staying Power" 7. "Now I'm Here" 8. "Dragon Attack" 9. "Now I'm Here (Reprise)" 10. "Save Me" 11. "Calling All Girls" 12. "Get Down, Make Love" 13. "Guitar Solo" 14. "Under Pressure" 15. "Fat Bottomed Girls" 16. "Crazy Little Thing Called Love" 17. "Bohemian Rhapsody" 18. "Tie Your Mother Down" Encore 19. "Body Language" 20. "Another One Bites The Dust" Encore 21. "We Will Rock You" 22. "We Are The Champions" 23. "God Save The Queen" Philadelphia, EUA / New York City, EUA (Primeira Noite) / Toronto, Canadá 1. "Flash's Theme" 2. "Rock It" 3. "We Will Rock You (Fast)" 4. "Action This Day" 5. "Play The Game" 6. "Staying Power" 7. "Now I'm Here" 8. "Dragon Attack" 9. "Now I'm Here (Reprise)" 10. "Save Me" 11. "Calling All Girls" 12. "Get Down, Make Love" 13. "Guitar Solo" 14. "Body Language" 15. "Under Pressure" 16. "Fat Bottomed Girls" 17. "Crazy Little Thing Called Love" 18. "Bohemian Rhapsody" 19. "Tie Your Mother Down" Encore 20. "Another One Bites The Dust" Encore 21. "We Will Rock You" 22. "We Are The Champions" 23. "God Save The Queen" New York City, EUA (Segunda Noite) / Detroit, EUA 1. "Flash's Theme" 2. "Rock It" 3. "We Will Rock You (Fast)" 4. "Action This Day" 5. "Play The Game" 6. "Somebody To Love" 7. "Now I'm Here" 8. "Dragon Attack" 9. "Now I'm Here (Reprise)" 10. "Save Me" 11. "Calling All Girls" 12. "Get Down, Make Love" 13. "Guitar Solo" 14. "Body Language" 15. "Under Pressure" 16. "Fat Bottomed Girls" 17. "Crazy Little Thing Called Love" 18. "Bohemian Rhapsody" 19. "Tie Your Mother Down" Encore 20. "Another One Bites The Dust" Encore 21. "We Will Rock You" 22. "We Are The Champions" 23. "God Save The Queen" | East Rutherford, EUA 1. "Flash's Theme" 2. "Rock It" 3. "We Will Rock You (Fast)" 4. "Action This Day" 5. "Play The Game" 6. "Somebody To Love" 7. "Now I'm Here" 8. "Dragon Attack" 9. "Now I'm Here (Reprise)" 10. "Save Me" 11. "Calling All Girls" 12. "Get Down, Make Love" 13. "Guitar Solo" 14. "Body Language" 15. "Under Pressure" 16. "Life Is Real" 17. "Fat Bottomed Girls" 18. "Crazy Little Thing Called Love" 19. "Bohemian Rhapsody" 20. "Tie Your Mother Down" Encore 21. "Another One Bites The Dust" Encore 22. "We Will Rock You" 23. "We Are The Champions" 24. "God Save The Queen" Hoffman Estates, EUA 1. "Flash's Theme" 2. "Rock It" 3. "We Will Rock You (Fast)" 4. "Action This Day" 5. "Play The Game" 6. "Calling All Girls" 7. "Now I'm Here" 8. "Dragon Attack" 9. "Now I'm Here (Reprise)" 10. "Save Me" 11. "Get Down, Make Love" 12. "Guitar Solo" 13. "Body Language" 14. "Under Pressure" 15. "Life Is Real" 16. "Fat Bottomed Girls" 17. "Crazy Little Thing Called Love" 18. "Bohemian Rhapsody" 19. "Tie Your Mother Down" Encore 20. "Another One Bites The Dust" Encore 21. "We Will Rock You" 22. "We Are The Champions" 23. "God Save The Queen" Oakland, EUA 1. "Flash's Theme" 2. "Rock It" 3. "We Will Rock You (Fast)" 4. "Action This Day" 5. "Play The Game" 6. "Calling All Girls" 7. "Now I'm Here" 8. "Put Out The Fire" 9. "Dragon Attack" 10. "Now I'm Here (Reprise)" 11. "Save Me" 12. "Get Down, Make Love" 13. "Guitar Solo" 14. "Body Language" 15. "Under Pressure" 16. "Fat Bottomed Girls" 17. "Crazy Little Thing Called Love" 18. "Bohemian Rhapsody" 19. "Tie Your Mother Down" Encore 20. "Another One Bites The Dust" Encore 21. "We Will Rock You" 22. "We Are The Champions" 23. "God Save The Queen" |

| Fukuoka, Japão (Primeira Noite) 1. "Flash's Theme" 2. "Rock It" 3. "We Will Rock You (Fast)" 4. "Action This Day" 5. "Somebody To Love" 6. "Calling All Girls" 7. "Now I'm Here" 8. "Put Out The Fire" 9. "Dragon Attack" 10. "Now I'm Here (Reprise)" 11. "Love Of My Life" 12. "Save Me" 13. "Get Down, Make Love" 14. "Guitar Solo" 15. "Body Language" 16. "Back Chat" 17. "Under Pressure" 18. "Fat Bottomed Girls" 19. "Crazy Little Thing Called Love" 20. "Saturday Night's Alright For Fighting" 21. "Bohemian Rhapsody" 22. "Tie Your Mother Down" Encore 23. "Another One Bites The Dust" Encore 24. "We Will Rock You" 25. "We Are The Champions" 26. "God Save The Queen" Fukuoka, Japão (Segunda Noite) 1. "Flash's Theme" 2. "The Hero" 3. "We Will Rock You (Fast)" 4. "Action This Day" 5. "Play The Game" 6. "Calling All Girls" 7. "Now I'm Here" 8. "Put Out The Fire" 9. "Dragon Attack" 10. "Now I'm Here (Reprise)" 11. "Love Of My Life" 12. "Save Me" 13. "Get Down, Make Love" 14. "Guitar Solo" 15. "Body Language" 16. "Under Pressure" 17. "Fat Bottomed Girls" 18. "Crazy Little Thing Called Love" 19. "Bohemian Rhapsody" 20. "Tie Your Mother Down" Encore 21. "Another One Bites The Dust" Encore 22. "We Will Rock You" 23. "We Are The Champions" 24. "God Save The Queen" Nishinomiya, Japão 1. "Flash's Theme" 2. "The Hero" 3. "We Will Rock You (Fast)" 4. "Action This Day" 5. "Somebody To Love" 6. "Calling All Girls" 7. "Now I'm Here" 8. "Put Out The Fire" 9. "Dragon Attack" 10. "Now I'm Here (Reprise)" 11. "Love Of My Life" 12. "Save Me" 13. "Get Down, Make Love" 14. "Guitar Solo" 15. "Body Language" 16. "Under Pressure" 17. "Fat Bottomed Girls" 18. "Crazy Little Thing Called Love" 19. "Saturday Night's Alright For Fighting" 20. "Bohemian Rhapsody" 21. "Tie Your Mother Down" Encore 22. "Another One Bites The Dust" 23. "Jailhouse Rock" Encore 24. "We Will Rock You" 25. "We Are The Champions" 26. "God Save The Queen" | Nagoya, Japão 1. "Flash's Theme" 2. "Rock It" 3. "We Will Rock You (Fast)" 4. "Action This Day" 5. "Play The Game" 6. "Calling All Girls" 7. "Now I'm Here" 8. "Put Out The Fire" 9. "Dragon Attack" 10. "Now I'm Here (Reprise)" 11. "Love Of My Life" 12. "Save Me" 13. "Get Down, Make Love" 14. "Guitar Solo" 15. "Body Language" 16. "Under Pressure" 17. "Fat Bottomed Girls" 18. "Crazy Little Thing Called Love" 19. "Bohemian Rhapsody" 20. "Tie Your Mother Down" Encore 21. "Another One Bites The Dust" Encore 22. "We Will Rock You" 23. "We Are The Champions" 24. "God Save The Queen" Sapporo, Japão 1. "Flash's Theme" 2. "Rock It" 3. "We Will Rock You (Fast)" 4. "Action This Day" 5. "Play The Game" 6. "Calling All Girls" 7. "Now I'm Here" 8. "Put Out The Fire" 9. "Dragon Attack" 10. "Now I'm Here (Reprise)" 11. "Love Of My Life" 12. "Teo Torriatte" 13. "Get Down, Make Love" 14. "Guitar Solo" 15. "Body Language" 16. "Under Pressure" 17. "Fat Bottomed Girls" 18. "Crazy Little Thing Called Love" 19. "Bohemian Rhapsody" 20. "Tie Your Mother Down" Encore 21. "Another One Bites The Dust" Encore 22. "We Will Rock You" 23. "We Are The Champions" 24. "God Save The Queen" Tokorozawa, Japão 1. "Flash's Theme" 2. "The Hero" 3. "We Will Rock You (Fast)" 4. "Action This Day" 5. "Play The Game" 6. "Calling All Girls" 7. "Now I'm Here" 8. "Put Out The Fire" 9. "Dragon Attack" 10. "Now I'm Here (Reprise)" 11. "Love Of My Life" 12. "Save Me" 13. "Get Down, Make Love" 14. "Guitar Solo" 15. "Body Language" 16. "Under Pressure" 17. "Fat Bottomed Girls" 18. "Crazy Little Thing Called Love" 19. "Bohemian Rhapsody" 20. "Tie Your Mother Down" Encore 21. "Teo Torriatte" 22. "Another One Bites The Dust" Encore 23. "We Will Rock You" 24. "We Are The Champions" 25. "God Save The Queen" |

## Datas dos shows
| Data                   | Cidade             | País               | Local                                    |
| Europa                 | Europa             | Europa             | Europa                                   |
| ---------------------- | ------------------ | ------------------ | ---------------------------------------- |
| 9 de abril de 1982     | Gotemburgo         | Suécia             | Arena Scandinavium                       |
| 10 de abril de 1982    | Estocolmo          | Suécia             | Arena Hovet                              |
| 12 de abril de 1982    | Drammen            | Noruega            | Arena Drammenshallen                     |
| 16 de abril de 1982    | Zurique            | Suíça              | Arena Hallenstadion                      |
| 17 de abril de 1982    | Zurique            | Suíça              | Arena Hallenstadion                      |
| 19 de abril de 1982    | Paris              | França             | Palais des Sports                        |
| 20 de abril de 1982    | Lyon               | França             | Palais des Sports de Gerland             |
| 22 de abril de 1982    | Bruxelas           | Bélgica            | Arena Vorst Nationaal                    |
| 23 de abril de 1982    | Bruxelas           | Bélgica            | Arena Vorst Nationaal                    |
| 24 de abril de 1982    | Leida              | Países Baixos      | Groenoordhallen Hall                     |
| 25 de abril de 1982    | Leida              | Países Baixos      | Groenoordhallen Hall                     |
| 28 de abril de 1982    | Frankfurt am Main  | Alemanha Ocidental | Arena Festhalle                          |
| 1 de maio de 1982      | Dortmund           | Alemanha Ocidental | Arena Westfalenhallen                    |
| 3 de maio de 1982      | Paris              | França             | Palais des Sports                        |
| 5 de maio de 1982      | Hanôver            | Alemanha Ocidental | Centro de Exibições Eilenriedehalle      |
| 6 de maio de 1982      | Colônia            | Alemanha Ocidental | Arena Sporthalle Colônia                 |
| 7 de maio de 1982      | Colônia            | Alemanha Ocidental | Arena Sporthalle Colônia                 |
| 9 de maio de 1982      | Wurtzburgo         | Alemanha Ocidental | Arena Carl-Diem-Halle                    |
| 10 de maio de 1982     | Böblingen          | Alemanha Ocidental | Arena Sporthalle Böblingen               |
| 12 de maio de 1982     | Viena              | Áustria            | Centro de Convenções de Viena            |
| 13 de maio de 1982     | Viena              | Áustria            | Centro de Convenções de Viena            |
| 15 de maio de 1982     | Berlim Ocidental   | Alemanha Ocidental | Anfiteatro Waldbühne                     |
| 16 de maio de 1982     | Hamburgo           | Alemanha Ocidental | Arena Ernst-Merck-Halle                  |
| 18 de maio de 1982     | Kassel             | Alemanha Ocidental | Arena Eissporthalle                      |
| 21 de maio de 1982     | Munique            | Alemanha Ocidental | Arena Parque Olímpico                    |
| 22 de maio de 1982     | Munique            | Alemanha Ocidental | Arena Parque Olímpico                    |
| 29 de maio de 1982     | Leeds              | Reino Unido        | Estádio Elland Road                      |
| 1 de junho de 1982     | Edimburgo          | Reino Unido        | Centro de Exibições Royal Highland       |
| 2 de junho de 1982     | Edimburgo          | Reino Unido        | Centro de Exibições Royal Highland       |
| 5 de junho de 1982     | Milton Keynes      | Reino Unido        | Arena National Bowl                      |
| América do Norte       |                    |                    |                                          |
| 21 de julho de 1982    | Montreal           | Canadá             | Arena Montreal Forum                     |
| 23 de julho de 1982    | Boston             | Estados Unidos     | Arena Boston Garden                      |
| 24 de julho de 1982    | Filadélfia         | Estados Unidos     | Arena The Spectrum                       |
| 25 de julho de 1982    | Landover           | Estados Unidos     | Arena Capital Centre                     |
| 27 de julho de 1982    | Nova York          | Estados Unidos     | Madison Square Garden                    |
| 28 de julho de 1982    | Nova York          | Estados Unidos     | Madison Square Garden                    |
| 31 de julho de 1982    | Richfield Township | Estados Unidos     | Arena Richfield Coliseum                 |
| 2 de agosto de 1982    | Toronto            | Canadá             | Arena Maple Leaf Gardens                 |
| 3 de agosto de 1982    | Toronto            | Canadá             | Arena Maple Leaf Gardens                 |
| 5 de agosto de 1982    | Indianápolis       | Estados Unidos     | Arena Market Square                      |
| 6 de agosto de 1982    | Detroit            | Estados Unidos     | Arena Joe Louis                          |
| 7 de agosto de 1982    | Cincinnati         | Estados Unidos     | Riverfront Coliseum                      |
| 9 de agosto de 1982    | East Rutherford    | Estados Unidos     | Arena Brendan Byrne                      |
| 10 de agosto de 1982   | New Haven          | Estados Unidos     | New Haven Coliseum                       |
| 13 de agosto de 1982   | Hoffman Estates    | Estados Unidos     | Anfiteatro Poplar Creek                  |
| 14 de agosto de 1982   | Hoffman Estates    | Estados Unidos     | Anfiteatro Poplar Creek                  |
| 15 de agosto de 1982   | Saint Paul         | Estados Unidos     | Centro Cívico de Saint Paul              |
| 19 de agosto de 1982   | Biloxi             | Estados Unidos     | Arena Mississippi Coast Coliseum         |
| 20 de agosto de 1982   | Houston            | Estados Unidos     | Arena The Summit                         |
| 21 de agosto de 1982   | Dallas             | Estados Unidos     | Arena Reunion                            |
| 24 de agosto de 1982   | Atlanta            | Estados Unidos     | Arena Omni Coliseum                      |
| 27 de agosto de 1982   | Oklahoma City      | Estados Unidos     | Arena MCC                                |
| 28 de agosto de 1982   | Kansas City        | Estados Unidos     | Arena Kemper                             |
| 30 de agosto de 1982   | Denver             | Estados Unidos     | Arena Esportiva McNichols                |
| 2 de setembro de 1982  | Portland           | Estados Unidos     | Arena Memorial Coliseum                  |
| 3 de setembro de 1982  | Seattle            | Estados Unidos     | Arena Seattle Center Coliseum            |
| 4 de setembro de 1982  | Vancouver          | Canadá             | Arena Pacific Coliseum                   |
| 7 de setembro de 1982  | Oakland            | Estados Unidos     | Arena Oakland–Alameda County Coliseum    |
| 10 de setembro de 1982 | Phoenix            | Estados Unidos     | Arena Arizona Veterans Memorial Coliseum |
| 11 de setembro de 1982 | Irvine             | Estados Unidos     | Anfiteatro de Irvine Meadows             |
| 12 de setembro de 1982 | Irvine             | Estados Unidos     | Anfiteatro de Irvine Meadows             |
| 14 de setembro de 1982 | Inglewood          | Estados Unidos     | Forum Inglewood                          |
| 15 de setembro de 1982 | Inglewood          | Estados Unidos     | Forum Inglewood                          |
| Ásia                   |                    |                    |                                          |
| 19 de outubro de 1982  | Fukuoka            | Japão              | Ginásio Kyuden Kinen de Fukuoka          |
| 20 de outubro de 1982  | Fukuoka            | Japão              | Ginásio Kyuden Kinen de Fukuoka          |
| 24 de outubro de 1982  | Nishinomiya        | Japão              | Estádio de Basebal Hankyu Nishinomiya    |
| 26 de outubro de 1982  | Nagoia             | Japão              | Centro de Exibições de Nagoia            |
| 29 de outubro de 1982  | Sapporo            | Japão              | Domo Tsukisamu Green                     |
| 3 de novembro de 1982  | Tokorozawa         | Japão              | Estádio de Seibu                         |

## Ficha técnica
- Freddie Mercury: vocal, piano, violão
- Brian May: guitarra, vocal
- Roger Taylor: bateria, vocal
- John Deacon: baixo, guitarra, vocal de apoio

Músicos convidados
- Morgan Fisher: teclado (durante a parte europeia)
- Fred Mandel: teclado (durante o resto da turnê)